# フッ化 4-(2-アミノエチル)ベンゼンスルホニル
フッ化 4-(2-アミノエチル)ベンゼンスルホニル塩酸塩 (4-(2-Aminoethyl) benzenesulfonyl fluoride hydrochloride) またはAEBSFは、水溶性の不可逆的セリンプロテアーゼ阻害剤である。分子量は239.5Da。キモトリプシン、カリクレイン、プラスミン、トロンビンおよびトリプシンなどのプロテアーゼを阻害する。選択性はPMSFと類似するが、この物質はより低pHでも安定である。主に0.1 - 1.0 mmol/L濃度で用いられる。